# Mohamed Ahmed Bashir
Mohamed Ahmed Yousif Bashir (23 de mayo del 1987, Jartum Norte, Sudán) también conocido como Bisha es un futbolista sudanés que se desempeña como mediapunta para el Al-Hilal Club de la ciudad de Omdurmán, equipo que juega en la Sudan Premier League. Suele jugar como mediapunta, aunque algunas veces también juega de delantero o extremo. 
Mohamed Bashir es también miembro de la selección de fútbol de Sudán. Fue fichado del Al Mowrada en diciembre del 2010. Después de realizar una brillante temporada con el Al Hilal Club en 2011, estuvo vinculado con el Leyton Orient y con el Arsenal.